# Cremastus conformis
Cremastus conformis là một loài tò vò trong họ Ichneumonidae.